# Gyllentimalia
Gyllentimalia (Cyanoderma chrysaeum) är en liten asiatisk fågel i familjen timalior inom ordningen tättingar.

## Utseende och läte
Gyllentimalian är en liten (10–12 centimeter) karakteristisk timalia. Den har gul undersida, gul tunt svartstreckad hjässa samt en liten, svart ögonmask. Arten är förvånansvärt högljudd och mörk för att komma från en så liten fågel, där sången består av fyra till åtta visslande "toot", med första 1–2 tonerna betonade med pauser.

## Utbredning och systematik
Gyllentimalia delas upp i sex underarter med följande utbredning:
- Cyanoderma chrysaeum chrysaeum – Nepal till Sikkim, Assam, Bhutan, sydvästra Kina och norra Myanmar
- Cyanoderma chrysaeum binghami – sydöstra Assam till sydvästra Myanmar (Chin Hills och bergen Arakan Yoma)
- Cyanoderma chrysaeum auratum – södra Myanmar S (s Shan State) till allra nordligaste Thailand och norra Indokina
- Cyanoderma chrysaeum assimile – centrala Myanmar (väster om Salweenfloden) till nordvästra Thailand
- Cyanoderma chrysaeum chrysops – bergstrakter på Malackahalvön
- Cyanoderma chrysaeum frigidum – höglänta områden på västra Sumatra

### Släktestillhörighet
Tidigare placerades gyllentimalia med släktingar i Stachyridopsis, då utan kastanjevingad timalia. Studier visar dock att den ingår i släktet, som därmed måste byta namn till Cyanoderma av prioritetsskäl. Längre tillbaka placerades arterna i släktet Stachyris tillsammans med de filippinska arterna som nu förs till Sterrhoptilus och Dasycrotapha i familjen glasögonfåglar.

## Levnadssätt
Gyllentimalian återfinns i tät undervegetation i fuktig skog, i bambustånd, björnbär eller täta buskar. Den lever av insekter som myror men även tillfälligt vis bär som den födosöker efter lågt eller medelhögt. Fågeln häckar från januari till juli.

## Status och hot
Arten har ett stort utbredningsområde och en stor population, men tros minska i antal till följd av habitatförstörelse och fragmentering, dock inte tillräckligt kraftigt för att den ska betraktas som hotad. Internationella naturvårdsunionen IUCN kategoriserar därför arten som livskraftig (LC). Världspopulationen har inte uppskattats men den beskrivs som generellt vanlig, dock sällsynt och lokalt förekommande i Nepal.